# John von Neumann
John von Neumann (maďarsky Neumann János, 28. prosince 1903 Budapešť, Rakousko-Uhersko – 8. února 1957 Washington, D.C., Spojené státy americké) byl americký matematik maďarského původu, který značnou mírou přispěl k oborům jako jsou kvantová fyzika, funkcionální analýza, teorie množin, ekonomie, informatika, numerická analýza, hydrodynamika, statistika a mnoho dalších matematických disciplín.
Nejvýznamnější jsou jeho objevy na poli digitálních počítačů a operátorové teorie kvantové mechaniky (takzvaná Von Neumannova algebra). Je považován za tvůrce teorie her a konceptu buněčného automatu. Podílel se i na vývoji atomové a vodíkové bomby.

## Život
János Neumann se narodil v Budapešti v rodině bohatého maďarského židovského bankéře, který byl za své zásluhy povýšen císařem do šlechtického stavu. Od malička projevoval výjimečný talent v matematice, měl jazykové nadání a neobyčejnou paměť. Říká se o něm, že v šesti letech byl schopen žertovat s otcem ve starořečtině a zpaměti uměl dělit osmimístnými čísly. V osmi letech už znal diferenciální a integrální počty. Studoval na Luteránském gymnáziu a od dvanácti let ho soukromě učil profesor matematiky z budapešťské univerzity. V sedmnácti letech publikoval svou první vědeckou práci. Na otcovo přání začal v roce 1921 studovat chemii na univerzitě v Berlíně, odkud v roce 1923 přešel na univerzitu v Curychu, kde promoval v roce 1926. Současně získal na univerzitě v Budapešti doktorát z matematiky za práci na teorii množin.
V roce 1926 pobýval na univerzitě v Göttingenu, kde se setkal s významnými vědci té doby. V roce 1927 nastoupil jako nejmladší asistující docent v historii na univerzitu v Berlíně, další dva roky strávil na Hamburské univerzitě. Začal se zabývat kvantovou teorií a teorií neuronové sítě. V roce 1928 publikoval svou stěžejní práci z teorie her, která je dodnes používána v matematických modelech v ekonomii i politice. 
Roku 1930 byl pozván jako hostující profesor do amerického Princetonu. V tomto roce si vzal svou první ženu Mariettu Kövesi, před sňatkem přestoupil na katolickou víru a nechal se pokřtít. V době narůstajících represí vůči Židům Evropu opustil a v roce 1931 přesídlil do USA natrvalo i s celou rodinou, matkou i bratry. Získal americké občanství, změnil si jméno na John von Neumann a přijal stálé místo na univerzitě v Princetonu. V roce 1933, kdy byl založen Institute for Advanced Studies, byl jmenován jedním z původních šesti profesorů matematiky a stal se tak nejmladším členem fakulty.  
S manželkou Mariettou měli dceru Marinu, která se narodila v roce 1935 v Princetonu. O dva roky později se rozvedli. V roce 1938 von Neumann navštívil Maďarsko a oženil se zde s Klárou Danovou, která se s ním vrátila do USA.
Po vypuknutí 2. světové války se stal jednou z hlavních postav projektu Manhattan, jehož cílem bylo vyvinout atomovou bombu rychleji než Němci. Od roku 1943 se podílel na řešení problémů v konstrukci bomby, které vyžadovaly matematickou erudici. Podařilo se mu např. stanovit množství explozivního materiálu potřebného k co nejúčinnějšímu výbuchu. Jeho rychlá a brilantní řešení byla oceňována všemi spolupracovníky. Za své válečné služby získal v červenci 1946 medaili za zásluhy a námořní řád za vynikající civilní službu. Později pomáhal svými výpočty i při vývoji vodíkové bomby a stal se poradcem americké vlády. V roce 1956 mu prezident Dwight D. Eisenhower předal medaili svobody za sérii významných vědeckých studijních projektů v oblasti vyzbrojování USA.
V roce 1944 se von Neumann podílel na University of Pennsylvania na stavbě prvního plně elektronického počítače ENIAC (Electronic Integrator And Computer). V roce 1945 byl jmenován ředitelem projektu the Electronic Computer Project prováděném v Princetonu. Soustavně pracoval na vývoji dalších typů počítačů (EDVAC, IAC, MANIAC). V posledních letech svého života se zabýval problematikou porovnávání lidského mozku a fungování moderního počítače. Jeho dílo "The computer and the brain" zůstalo nedokončené a dochovalo se jen v rukopisech jako soubor přednášek připravených pro universitu Yale na r. 1957.
V roce 1955 se přestěhoval se svou manželkou do Washingtonu. John Von Neumann zemřel o dva roky později na rakovinu. Bylo mu necelých čtyřiapadesát let. Je pohřben v Princetonu v New Jersey. 

### Zajímavosti
John von Neumann byl skvělý společník, rád organizoval pro své kolegy a přátele setkání, na kterých vymýšlel různé společenské hry s matematickou úlohou. Nikdy nezkazil žádnou zábavu. Byl velkým znalcem historie a obdivovatelem literárního romantismu. Jeho vášní bylo jídlo a pití. Rád řídil auta, ale byl špatný řidič. V Princetonu je jedna část města nazvána „von Neumannův koutek“, místo jeho častých nehod. Vždy chodil formálně oblečen. Jeho nejbližším přítelem v USA byl matematik Stanislaw Ulam, se kterým si rád vyprávěl židovské anekdoty.

## Vybrané práce
- 1925 – An axiomatization of set theory, 393–413
- 1928 – Zur Theorie der Gesellschaftsspiele (“Theory of Parlor Games”), Mathematische Annalen, ss. 295–320.
- 1932 – Mathematical foundations of quantum mechanics, Princeton: Princeton University Press, 445 s.
- 1937 – Continuous geometries with a transition probability., Memoirs of the American Mathematical Society. 34
- 1944 – Theory of Games and Economic Behavior, Princeton: Princeton University Press, with Oskar Morgenstern, 641 s.
- 1945 – First draft of a report on the EDVAC, Philadelphia: Moore School of Electrical Engineering, University of Pennsylvania, 100 s.
- 1948 – The general and logical theory of automata, in Cerebral Mechanisms in Behavior: The Hixon Symposium, Jeffress, L.A.

## Von Neumannova koncepce počítače
Von Neumannova architektura digitálního počítače byla publikována v roce 1945 v článku "First Draft of a Report on the EDVAC". Základní moduly jím navrženého počítače jsou: procesor, řadič, operační paměť, vstupní a výstupní zařízení.
Tato koncepce tvoří základ architektury současných počítačů.

### Základní principy
- dvojková soustava
- programy a data v operační paměti (nenačítají se z vnější paměti v průběhu výpočtu, jednotné kódování – k programům lze přistupovat jako k datům, umožnilo univerzalitu počítače, bezproblémové zavedení cyklů a podmíněného větvení)
- rychlost vnitřní paměti srovnatelná s rychlostí výpočetní jednotky
- přímé adresování (přístup) – v libovolném okamžiku přístupná kterákoliv buňka paměti
- aritmeticko-logická jednotka – pouze obvody pro sčítání čísel (ostatní operace se dají převést na sčítání)

### Von Neumannův počítač
1946 John von Neumann
1. 5 funkčních jednotek – řídící jednotka, aritmeticko-logická jednotka, paměť, vstupní zařízení, výstupní zařízení
2. Struktura je nezávislá na zpracovávaných problémech, na řešení problému se musí zvenčí zavést návod na zpracování (program) a musí se uložit do paměti, bez tohoto programu není stroj schopen práce.
3. Programy, data, mezivýsledky a konečné výsledky se ukládají do téže paměti.
4. Paměť je rozdělená na stejně velké buňky, které jsou průběžně očíslované, přes číslo buňky (adresu) se dá přečíst nebo změnit obsah buňky.
5. Po sobě jdoucí instrukce programu se uloží do paměťových buněk jdoucích po sobě, přístup k následující instrukci se uskuteční z řídicí jednotky zvýšením instrukční adresy o 1.
6. Instrukcemi skoku se dá odklonit od zpracování instrukcí v uloženém pořadí.
7. Existují alespoň – aritmetické instrukce (sčítání, násobení, ukládání konstant, …), logické instrukce (porovnání, not, and, or, …), instrukce přenosu (z paměti do řídicí jednotky a na vstup/výstup), podmíněné skoky, ostatní (posunutí, přerušení, čekání,…).
8. Všechna data (instrukce, adresy, …) jsou binárně kódovaná, správné dekódování zabezpečují vhodné logické obvody v řídicí jednotce.